# Kinesisk järpe
Kinesisk järpe (Tetrastes sewerzowi) är en skogshöna närbesläktad med järpe som den utseendemässigt är mycket lik.

## Utseende
Kinesisk järpe är med en kroppslängd på 33-36 cm minst av alla skogshöns. Den är lik mörka populationer av sin närmaste släkting järpen, men är generellt mindre marmorerad och streckad, med tydligare och tätare bandning i svart och rostrött snarare än oregelbunden fjällning på både ovan- och undersida. Hanen har också tydligt kastanjefärgade fjädercentra med smala vita kanter på bröstet. Den tydligaste skillnaden är stjärtteckningen, med fyra bruna centrala stjärtfjädrar istället för två medan resten är svartaktiga med smala vita band och vita spetsar.

## Utbredning och systematik
Kinesisk järpe är en stannfågel som förekommer i västra Kina, från Gansu till östra Tibet, nordvästra Yunnan och norra Sichuan. Den behandlas antingen som monotypisk eller delas in i två underarter med följande utbredning.
- Tetrastes sewerzowi sewerzowi – nordcentrala Kina
- Tetrastes sewerzowi secundus – sydcentrala Kina

### Släktestillhörighet
Traditionellt placeras järpen tillsammans med järpe och amerikanska arten kragjärpe i släktet Bonasa. DNA-studier visar dock att de inte är varandras närmaste släktingar. Eftersom kragjärpen är typart för Bonasa har därför kinesisk järpe, liksom dess nära släkting järpen, lyfts ut till ett annat släkte, Tetrastes. Vissa behåller den dock i Bonasa med hänvisning till en annan genetisk studie som istället visar att de tre arterna är nära släkt.

## Levnadssätt
Kinesisk järpe förekommer i bergsbelägen björk- och barrskog, generellt över 2400 meters höjd, i Tibet så högt som 4300 meter. Den födosöker på marken eller i träd, i Gansu huvudsakligen knoppar, blommor och löv från pil och björk på våren, på sommaren frön och blomställningar från trampörtssläktet (Polygonum). Fågeln häckar från slutet av maj till mitten av juni. Den lägger fem till åtta ägg i ett bo på marken.

## Status och hot
Kinesisk järpe förekommer i ett relativt litet område i Kina. I delar av utbredningsområdet har den påverkats av kraftig habitatförlust. Den utsätts även för äggsamling och jakt. Även om den verkar kunna utstå ganska höga nivåer av exploatering tros den minska relativt kraftigt i antal. Internationella naturvårdsunionen IUCN kategoriserar den döfr som nära hotad (NT). Världspopulationen har inte uppskattats, men den beskrivs som vanlig i rätt miljö.

## Namn
Dess vetenskapliga artnamn refererar till den ryska upptäcktsresanden och naturvetaren Nikolai Alekseevich Severtzov. På svenska har den även kallats kinajärpe.